# An-Nu’ajrijja
An-Nu’ajrijja (arab. النعيرية, An-Nuʿayriyya) – miasto w północno-wschodniej Arabii Saudyjskiej, w Prowincji Wschodniej. W 2010 roku liczyło około 26 tys. mieszkańców.